# Three Places in New England
 (décembre 2009).
Si vous disposez d'ouvrages ou d'articles de référence ou si vous connaissez des sites web de qualité traitant du thème abordé ici, merci de compléter l'article en donnant les références utiles à sa vérifiabilité et en les liant à la section « Notes et références ».
Three Places in New England (Orchestral Set No. 1), en français Trois endroits de la Nouvelle-Angleterre, est une suite de trois mouvements pour orchestre composée par Charles Ives. Elle fut écrite durant une longue période de temps (les premiers croquis remontent à 1903, alors que les dernières révisions datent de 1935), toutefois l'ensemble fut conçu principalement entre 1911 et 1914. La pièce est célèbre pour son usage de citations et paraphrases musicales. Three Places se compose de trois mouvements dans un ordre lent-rapide-lent : 
- I. The "St. Gaudens" in Boston Common (Col. Shaw and his Colored Regiment) (Très lent)
- II. Putnam's Camp, Redding, Connecticut (Allegro)
- III. The Housatonic at Stockbridge (Adagio molto)

Dans l'ordonnance des trois mouvements, le premier est le plus long et le dernier est le plus court; une exécution complète du morceau dure entre quinze et dix-neuf minutes. Il existe quatre versions de l'œuvre pour orchestre de chambre ou symphonique. L'original date de 1914 et trois révisions ont eu lieu en 1929, 1935 et 1974. La version la plus courante est celle de 1935.
C'est une des œuvres de Charles Ives les plus jouées par les orchestres. Elle présente la plupart des caractéristiques de son style : textures superposées, avec de multiples mélodies simultanées, dont beaucoup sont des airs reconnaissables, hymnes et marches militaires ; des masses sonores et tone-cluster ; et des contrastes de texture soudains.
Chacune des Three places est intitulée selon un lieu-dit de la Nouvelle-Angleterre. Les mouvements sont conçus de telle manière qu'ils incitent l'auditeur à ressentir l'atmosphère de chaque endroit. L'utilisation par Charles Ives des airs folkloriques américains est particulièrement importante et renforce cet effet car ils fournissent à l'auditeur des éléments de référence pour accéder à la musique. De cette manière, Ives rend sa musique accessible malgré l'utilisation importante du chromatisme qui, à l'époque de sa composition, était vue comme un trait d'avant-garde.
Three Places in New England  présente un tableau des idéaux et du patriotisme américains de la fin du XIXe siècle.

## Histoire de l'œuvre

### Composition

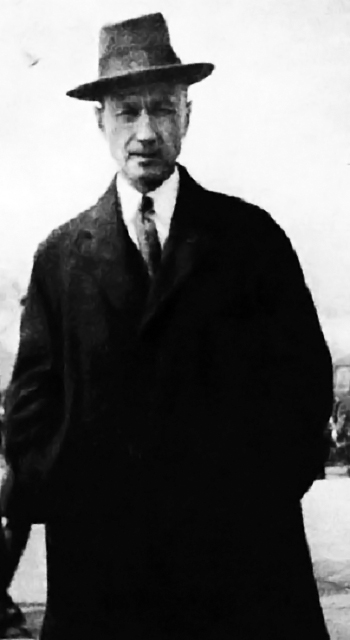
Charles Ives en 1913 à l'époque de la composition de Three Places in New-England

Three Places in New England fut composé entre 1911 et 1912. L’ensemble complet n’a été vraiment achevé qu'en 1914, mais plus tard il fut révisé pour sa première exécution en 1929. Le deuxième mouvement, Putnam's Camp, Redding, Connecticut est le mouvement dont l'origine est la plus ancienne. Il a été créé à partir de deux courtes pièces pour orchestre de théâtre composées en 1903, "Country Band" March et Overture & March: “1776”  qui furent terminées en 1904. L’oncle du compositeur Lyman Brewster Ives, lui avait demandé de composer ces morceaux pour sa pièce de théâtre Major John Andre. À la suite de la mort prématurée de Brewster cette pièce ne fut jamais jouée. Au début de l'automne de 1912 Ives retravailla ces compositions. La satisfaction qu’Ives tira de sa composition de Fourth of July dans lequel il avait employé la section du trio de Overture & Marche: “1776" a pu être un catalyseur pour l'inciter à combiner ces deux pièces afin d'en faire un plus long mouvement. En octobre, 1912, Ives avait fait une première esquisse à l'encre de Putnam's Camp, Redding, Connecticut. La version finale du morceau rappelle clairement le matériau original, cependant Ives fait disparaitre certaines des «plaisanteries musicales» qui figuraient dans les deux œuvres originales pour les remplacer par des solutions de rechange plus simples.

### La révision de 1929
En 1929, Nicolas Slonimsky, alors chef de l'orchestre de chambre de Boston, entre en contact par l'intermédiaire d'Henry Cowell avec Ives dans l'éventualité d'exécuter une de ses œuvres pour un concert, et le choix se porta sur Three places.
Le travail minutieux qui fut requis pour transformer Three Places... conçu à l'origine pour un grand orchestre en une œuvre pouvant être jouée par un plus petit orchestre de chambre raviva l'intérêt de Charles Ives pour l'œuvre. Slonimsky exigea que le morceau soit écrit pour : 1 flûte, 1 hautbois, 1 cor anglais, 1 clarinette, 1 basson, 2 cors, 2 trompettes, 1 trombone, 1 percussion, 1 piano, 7 violons, 2 altos, 2 violoncelles et 1 contrebasse - un orchestre visiblement plus petit que celui pour laquelle l'œuvre était destinée. Dans ses commentaires sur la réécriture de la partition de The Housatonic at Stockbridge, Ives indique que « la partie de piano peut remplacer la partie des bassons dans tout le mouvement… un pauvre substitut… ».

### Création
Three Places in New England fut créé le 16 février 1930 par Nicolas Slonimsky devant le Comité américain de la société internationale de musique contemporaine, à New York. Bien que le morceau n'ait bénéficié que d'une répétition, le Comité a été suffisamment impressionné pour recommander le travail au Comité international qui en a repoussé l'exécution pour leur festival. La première exécution publique fut programmée pour le 10 janvier 1931. Charles Ives lui-même était présent - en fait, il fut rassuré par l'accueil lors du concert. L'exécution fut chaudement applaudie et Ives félicité par les interprètes en coulisse - « Juste comme une réunion de ville - chacun pour soi. Merveilleux comme il (Slonimsky) s'en est sorti ! »
Après le succès de l'exécution de Three places, Slonimsky et Ives envisagent d'exporter l'œuvre à l'étranger. Charles Ives est un des premiers compositeurs américains à avoir été joué en dehors des États-Unis. Slonimsky a interprété Three places à Paris le 6 juin 1931, lors d'un concert qu'il a décrit comme « absolument extraordinaire » en raison de la présence de plusieurs compositeurs et critiques importants du temps. Cette découverte de la musique d'Ives impressionna certains de ces compositeurs (dont Paul Le Flem) ; sa musique n'était pas intéressante simplement parce qu'elle était composée par un Américain - elle l'était aussi parce que la musique décrivait l'Amérique. Par exemple, dans The "St. Gaudens", Ives paraphrase le ragtime, les chants d'esclaves, les chants des plantations, les chansons telles que Old Black Joe, et des airs patriotiques de la Guerre de Sécession et des marches telles que Marching through Georgia. La reconnaissance internationale a installé l'image de Charles Ives en tant que compositeur américain (particulièrement renforcé par son utilisation d'idiomes musicaux typiquement américains).

### Première édition de la partition
Three Places in New England est la première œuvre de Charles Ives à être publiée commercialement. Slonimsky représentant le compositeur fut en contact avec C.C. Birchard (un éditeur de Boston) en 1935. Tous les deux négocièrent les conditions de la publication. Ives et Slonimsky vérifièrent la partition note à note, pour s'assurer que l'impression fut correcte. C'était un travail minutieux qui fut terminé en 1935. Ives demanda que son nom soit marqué en petits caractères sur la partition.
Malgré sa publication en 1935, la perspective de nouvelles exécutions suscita peu d'intérêt. Durant plusieurs années, le chef-d'œuvre de Charles Ives fut négligé. À la fin de la carrière de chef d'orchestre de Slonimsky, l'œuvre fut en sommeil jusqu’en 1948, quand Richard Burgin programma Three places en concert avec l'orchestre symphonique de Boston. La coutume de faire exécuter la version pour ensemble de chambre par des orchestres symphoniques fut ainsi établie, et perdure jusqu'à aujourd'hui.

### L'édition critique de la Charles Ives Society (1974)
En 1974, lors des célébrations du centenaire du compositeur, l'intérêt pour Three Places in New England fut ravivé. On considéra les différences entre la partition originale de 1914 dont une partie du matériel avait été perdu, et l'édition de 1935. L'édition de 1974 tentait une première restauration par James Sinclair de la version originale en proposant une réorchestration plus complète de l'œuvre se basant sur les indications d'instrumentation de la version originale de 1914, mais en conservant la composition musicale modifiée par Ives en 1929 et 1935. Cette version fut créée en février 1974 par le Yale Symphony Orchestra, dirigé par John Mauceri, et enregistrée la même année par Eugene Ormandy.

### Reconstitution de la version originale de 1916
Beaucoup de recherches furent entreprises par James Sinclair à l'Université Yale. En 1979, un don de l'American Music Center à l'Université Yale permit de découvrir un nouveau manuscrit révisé de 1935 avec des annotations. En utilisant toutes les chutes, croquis et notes d'Ives qu'il pouvait réunir, Sinclair a reconstitué une version plus proche de la partition originale de 1916 pour grand orchestre. Dans sa version originale, les titres des mouvements diffèrent de la version communément jouée : le premier mouvement est intitulé Impression of the “St. Gaudens“ in Boston Common, le deuxième, Children's Holiday at Putnam's Camp le troisième titre The Housatonic at Stockbridge est inchangé. La version originale de l'œuvre telle que reconstituée par James Sinclair diffère des autres versions par sa simplicité et l'absence des audaces musicales présentes dans la version de 1929.

## Les mouvements

### I.The "St. Gaudens" in Boston Common
Composé entre 1913 et 1923, révisé en 1929. Le mouvement dérive d'une pièce pour piano composée en 1901,The "St. Gaudens" (Adagio Andante) provenant d'un Set of three pieces for piano disparu dont les mouvements (1.The common; 2.The abolishionists; 3.The St. Gaudens) relataient les combats pour l'abolition de l’esclavage. Il est probable que la pièce orchestrale fut pensée et esquissée dès 1911 quand Ives s'installa à Hartsdale dans l'État de New-York. La caractéristique principale de ce mouvement est une élaboration complexe de progressions harmoniques (de structure atonale) qui servent de tapis sonore aux mélodies diatoniques.

#### Le lieu et son histoire

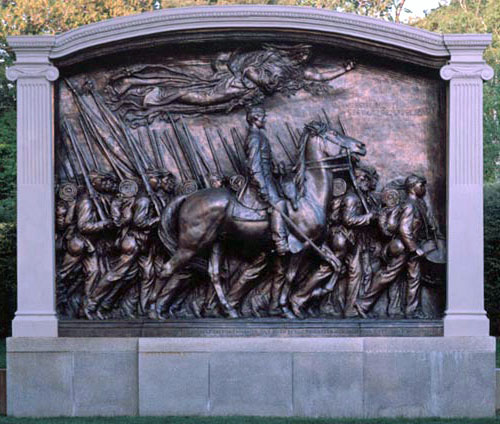
Robert Gould Shaw Memorial

The "St. Gaudens" in Boston Common est une évocation d'un monument de la guerre de Sécession du même nom à l'angle de Beacon et  Park Streets à Boston. Ce bas-relief pris 14 années au sculpteur Augustus Saint-Gaudens en l'honneur du 54e régiment du Massachusetts, le premier régiment noir à avoir servi l'armée de l'union. Le nom officiel de la sculpture est le Robert Gould Shaw Memorial. Le colonel Shaw commanda avec son régiment l'assaut du Fort Wagner, en Caroline du Sud. Des 600 combattants, 200 dont Shaw furent tués

#### La thématique
Le programme du mouvement est une description poétique qui débute par les mots: « Moving - Marching - Faces of Souls!/Marked with generations of pain. »
Ives pense le mouvement comme la rêverie d'une «marche noire»; des images sont inspirées par l'impression  donnée par la vue du monument et ce qu’il évoque. Cette lente marche est celle du 54e régiment combattant l'armée sudiste. Pour renforcer cette impression, la section des basses est écrite en ostinato dans une tonalité de tierce mineure. Ives utilise ce chromatisme, qu'il place au-dessus des thèmes du mouvement, pour donner un effet de vague souvenir des évènements évoqués, au lieu d'en faire une description plus vives et moins mysterieuse.
La progression du mouvement culmine soudainement à la mesure 63 vers un riche accord fortissimo en do majeur qui redescend aussitôt, comme pour signifier le destin funeste du régiment à fort Wagner. Le climat tombe dans des tonalités mineures durant les dernières deux minutes et demie qui restent.

#### Citations et emprunts
Ives fait grand usage de citations musicales dans ce mouvement. La principale mélodie revêt une signification particulière, constituée d'un patchwork de motifs tirés d'airs inspirée par la condition des noirs dans les plantations comme Massa’s in de Cold Ground et Old Black Joe de Stephen Foster, et des chants patriotiques de la guerre de sécession Marching Through Georgia et The Battle Cry of Freedom. Les paraphrases de ces airs sont clairement audibles dans l'ouverture, où les motifs tirés de ces trois sources s'entrelacent pour former une sorte de mélodie américaine pentatonique à la manière des chansons américaines du XIXe siècle.
Durant tout le début de la pièce, les ostinatos sont basés sur des intervalles de tierce mineur joué par les contrebasses. Ils sont destinés à évoquer une marche solennelle avant la bataille. Ces ostinatos sont aussi dérivés des mêmes quatre sources que la partie mélodique. Dans ces quatre airs (Marching Through Georgia, Old Black Joe, The Battle Cry of Freedom et Massa’s in de Cold Ground) les intervalles de tierce mineur jouent aussi un rôle important.
Charles Ives a choisi ces sources en raison de leurs similitudes musicales et avec la possibilité de créer des motifs sans rupture. En outre, les mélodies ont de fortes consonances extra-musicales dont Ives profite pleinement pour créer sa « marche noire » solennelle. Le mélange de chants de la guerre de Sécession de chansons patriotiques mêlées à des chants d'esclaves créé une image vivante et évocatrice.

##### Airs cités dans le mouvement
- Old Black Joe
- Massa’s in de Cold Ground
- Marching Through Georgia
- The Battle Cry of Freedom
- Reveille
- Deep River

### II. Putnam's Camp, Redding, Connecticut
Composé à partir de deux pièces plus anciennes Country Band March and Overture & March: “1776,” écrites en 1904, Putnam’s Camp est terminé en 1912. C'est après avoir composé The Fourth of July (troisième mouvement de la Holidays Symphony) dont il avait intégré la partie de trio de Overture & March: “1776” qu'il décida de fusionner ses deux anciennes compositions en un seul mouvement symphonique. La caractéristique principale est la division de l'effectif orchestral en plusieurs groupes jouant les uns contre les autres et usant de tempos et tonalités différents, faisant apparaitre des effets polyrythmiques et des dissonances.

#### Le lieu et son histoire

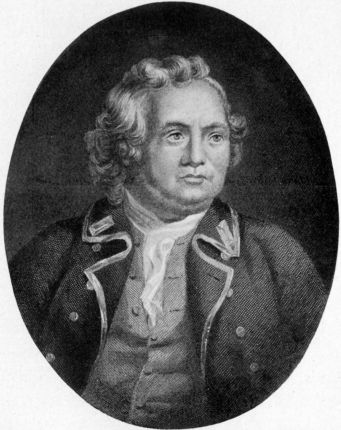
Le général Putnam.

Le camp de Putnam, près de Redding, dans le Connecticut, a été désigné comme site historique par l'État du Connecticut en 1887 et nommé ainsi en l'honneur du général de la guerre d'indépendance américaine Israel Putnam. Putnam avait établi un camp dans le secteur pendant l'hiver de 1778 - 79. Cet emplacement a été préservé comme trésor historique en raison du rôle important de Putnam dans la guerre d'indépendance, particulièrement lors de la bataille de Bunker Hill. Le 4 juillet, des célébrations commémoratives s’y déroulent.
Redding fut une ville importante pour Ives, proche de sa ville natale de Danburry; il y résida à partir de 1912.

#### La thématique
Il est plus facile de savoir quelles sortes d'images Ives a voulu suggérer, puisqu'il décrit le programme de l'histoire en préface de la partition du mouvement :

« L'histoire commence ainsi : un 4 juillet, il y a quelque temps de cela,  un enfant va à un pique-nique, tenu sous les auspices de l'église et de la fanfare du village. Il s'éloigne du groupe des enfants et se dirige vers le camp situé dans les bois, il espère y apercevoir certains des vieux soldats. Tandis qu’il se repose sur le flanc du coteau parmi les lauriers et les noyers, il perçoit de plus en plus faiblement les musiques de la fanfare et les chansons des enfants ; quand « mirabile dictu » par- dessus des arbres sur la crête de la colline, il voit une grande femme. Elle lui rappelle l'image de la déesse de la liberté, mais son visage est douloureux, elle parle en faveur des soldats pour ne pas oublier leur « cause » et les grands sacrifices qu'ils ont consentis pour elle. Mais ils quittent le camp, les fifres et le tambour jouant un air populaire à la mode. Soudainement, on entend un nouvel air national, Putnam apparaît au-dessus de la colline, les soldats reviennent et l'acclament. Le petit garçon se réveille, il entend les chansons et les enfants courir en bas de la colline après le monument « pour écouter la fanfare » et s'associer aux jeux et aux danses. »

— Charles Ives, Three Places In New England programme de la partition.

#### Citations et emprunts
Ives emprunte des airs patriotiques américains pour ce mouvement afin de créer les images de célébrations d'un 4 juillet frénétiquement patriotique. Il veut aussi suggérer l'idée d'une fanfare jouant ces musiques avec effort. Les mesures d'ouverture sont typiques d'Ives - il utilise des chromatismes marqués et des différences de battue (4/4 battue en  9/8) pour créer l'image d'une fanfare en mouvement. Ce qui est créé est une interprétation réaliste, qu'il résout peu après le début de la pièce dans une marche en si bémol. Toutefois, le chromatisme et le désordre ne sont jamais loin de se briser, ce qui donne l'impression que les musiciens ne sont pas des professionnels et ne maitrisent pas la musique.
Ives expérimente en citant de célèbres extraits musicaux en différentes tonalités à partir du thème principal, suggérant les festivités de la journée marquées d'un patriotisme frénétique. L'idée lui est venue d'un souvenir d'enfance quand il entendit deux fanfares jouant simultanément, et dont il percevait les sons lointains de la première fanfare tandis que la seconde marchait vers lui, donnant un effet de superposition du son en deux tonalités différentes.
Plusieurs chansons patriotiques américaines, tels que Yankee Doodle sont citées durant le mouvement. Dans les deux dernières mesures du morceau, l'hymne national se transforme à la fin en un accord dissonant inattendu.

##### Airs cités dans le mouvement
- The British Grenadiers
- Marching Through Georgia
- The Girl I Left Behind
- Arkansas Traveler
- Massa's in de Cold Ground
- The Battle Cry of Freedom
- Yankee Doodle
- Columbia, Gem of the Ocean
- Hail, Columbia
- Tramp, Tramp, Tramp

### III. The Housatonic at Stockbridge

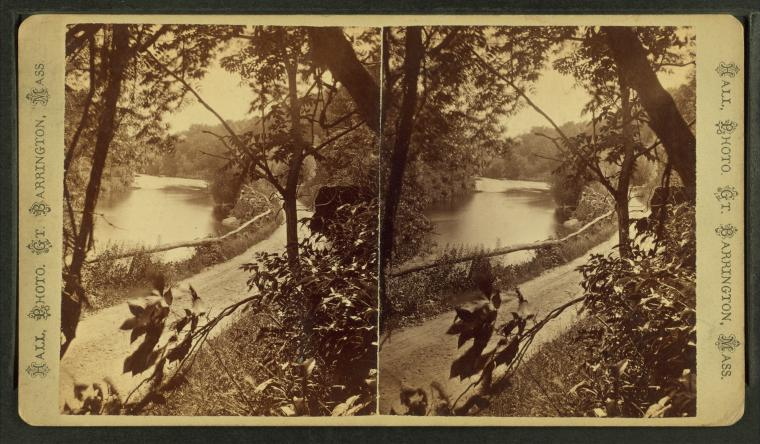
Vue stéréoscopique de la rivière Housatonic (entre 1865 et 1903)

Les premières esquisses ont été écrites principalement durant l'été 1908. Une est retravaillée en 1911, puis à nouveau en 1913, prolongeant l'atmosphère brumeuse et les mouvements du fleuve[Quoi ?] bien plus longtemps que les deux mesures originales prévues. La partition finale est achevée en 1914. Elle a été arrangée sous la forme mélodique en 1921 d'après un poème de Robert Underwood Johnson The Housatonic at Stockbridge, et apparaît sous sa forme orchestrale quand elle fut intégrée comme un des mouvements de Three Places in New England. Ce dernier mouvement comprend plusieurs stridences polyrythmiques jouées par les cordes, couplé à une mélodie sous forme d'hymne (au motif emprunté à la Cinquième de Beethoven), et  quelques accords altérés.  

#### Le lieu et son histoire
Cette pièce fut inspirée par une promenade qu'Ives a faite avec sa nouvelle épouse, Harmony, en juin 1908. Pour leur lune de miel, ils firent un voyage en randonnée dans l'ouest du Massachusetts et du Connecticut. Ils ont tellement apprécié l'expérience qu'ils ont choisi de revenir à Berkshires le week-end suivant. Ives s'est souvenu de cette promenade qu'ils firent sur les bords de la rivière Housatonic près de Stockbridge, Massachusetts: 
« Nous avons marché dans les prairies le long du fleuve, et l'on entendait le chant lointain de l'église à travers le fleuve. La brume ne s'était pas totalement dissipée du lit de la rivière, et les couleurs, l'eau mouvante, les rives et les ormes sont des choses dont l'on se souviendra toujours. »

#### La thématique
Deux jours plus tard, le 30 juin 1908, Ives esquisse quelques idées qui visent à capter l'atmosphère de son expérience. Il fait appel à des ostinatos[Quoi ?] irréguliers joués par les cordes pour créer l'image des brumes et du brouillard roulant sur les eaux tourbillonnantes, et le cor anglais et les altos pour imiter le son du chant provenant d'une église à travers la rivière.

#### Citations et emprunts
Contrairement aux autres mouvements de cette suite, cette pièce n'est pas importante pour son utilisation de la citation musicale, il n'y a pas de citation de musique folk américaine. À la place, cette pièce illustre l'utilisation par Ives de la paraphrase. La mélodie entière est adaptée de l'hymne Dormance tiré du recueil d'hymnes d'Isaac B. Woodbury[Qui ?]. La paraphrase utilise les méthodes suivantes :
- Altération Rythmique (mm. 7-9, 11-12).
- Omission (mm. 9-10, 12-13)
- Répétition (mm. 17-19)
- Transposition (troisième, vers le quatrième)
- Elision (chez Ives une seule note dans la mélodie prend la place de deux notes dans la source)
- Interpolation de nouveaux matériaux
- Variation des matériaux précédemment paraphrasés (mes. 35-36, 37-38 matériels variés paraphrasés M. 23)

La pièce est donc classée comme l'extension paraphrasée d'une mélodie.

##### Airs cités dans le mouvement
Dormance, Missionary (qui commence de la même manière que Dormance sauf une note ajoutée, parfois Ives l'ajoute à sa mélodie paraphrasée, suggérant que Missionary constitue la source du mouvement).

#### Ouvrages généraux
- (en) Nicolas Slonimsky, Perfect Pitch : A Life Story, New York, Oxford University Press, 1988, 263 p. (ISBN 0-19-315155-3), « Three Places in New England », p. 118-132
- (en) Nicolas Slonimsky, Slonimsky's Book of Musical Anecdotes, New York, Routledge, 1948 (réimpr. 2002), 305 p. (ISBN 0-415-93938-0), « Prophet of Music to come », p. 207-210

## Discographie

### Version originale de 1916
- Malmö Symphony Orchestra, direction James Sinclair, Naxos 8.559353. 2008 Reconstitution par James sinclair de la version originale de 1916 pour orchestre symphonique restée à l'état de manuscrit et dont plusieurs parties manquante ont été complétées

### Version révisée de 1929
- Orchestra of New-England, direction James Sinclair, Koch 3-7025-2. 1990 Premier enregistrement de la version révisée par Ives pour orchestre de chambre en 1929 qui fut dirigé par Nicolas Slonimsky en 1931

### Version de 1935

#### Pour orchestre symphonique
- American Recording Society Orchestra, direction Walter Hendl, ARS 116 1953 Premier enregistrement de l'œuvre
- Eastman Rochester Orchestra, direction Howard Hanson, Mercury 432-755-2 1957 Premier enregistrement stéréo
- Orchestre symphonique de Boston, direction Michael Tilson Thomas, Deutsche Grammophon 423 243-2 1970
- Baltimore Symphony Orchestra, direction David Zinman Argo 444 860-2 1996

#### Pour orchestre de chambre
- Saint Paul Chamber Orchestra, direction Dennis Russell Davies, Sound 80 S80-DLR-101. 1978
- Orpheus Chamber Orchestra, Deutsche Grammophon 439 869-2 1994

### Version révisée de 1974
- Orchestre de Philadelphie, direction Eugene Ormandy, RCA BVCC 38302 1974 Premier enregistrement de la version révisée de la Charles Ives Society d'après l'orchestration de la version de 1914 et le matériel musical de l'édition de 1935
- Saint Louis Symphony Orchestra, direction Leonard Slatkin, RCA 09026-61222-2 1992
- Gulbenkian Orchestra, direction Michel Swierczewski, Nimbus NI 5316 1992
- Orchestre de Cleveland, direction Christoph von Dohnányi, Decca 443 776-2 1995